# Ніша

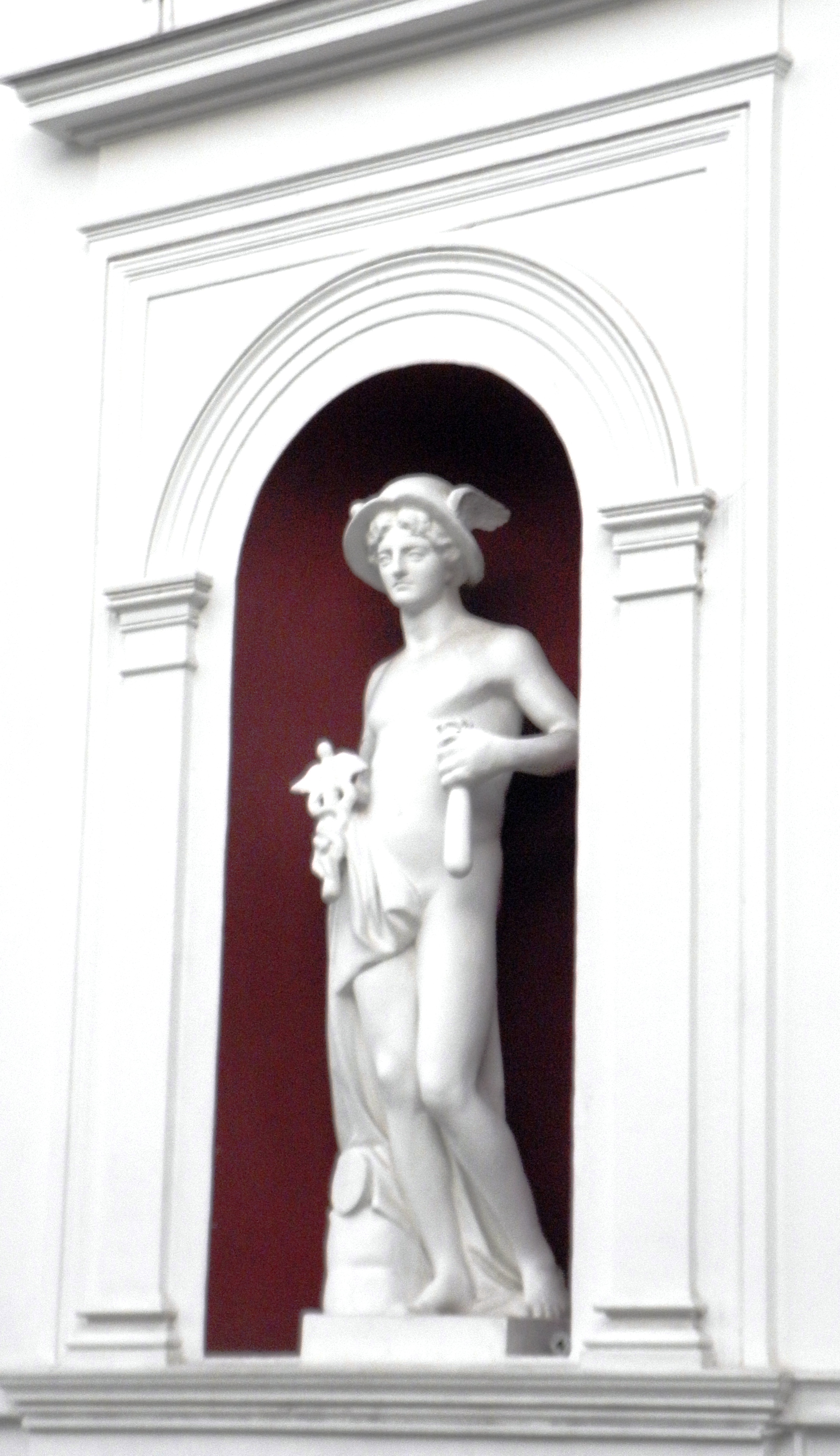
Ніша зі скульптурою Меркурія

Ні́ша (від фр. niche — «заглибина», «гніздо») — багатозначний термін, який в прямому чи переносному сенсі означає частково відокремлений простір.

## Архітектура
В архітектурі ніша — заглиблення в стіні, в яке зазвичай ставляться статуї.

## Гірництво
Див. Ніша (гірництво)
Ніша (англ. stable,  stable-hole; нім. Nische f, Höhle f, Einbruch m, Stall m) — у гірництві — заглиблення в очисному вибої або в стінці гірничої виробки, необхідне для початку очисного виймання, розташування бурових верстатів, скреперних лебідок, зберігання кріпильних та інших матеріалів, а також для монтажу комбайна у вибої (верхня і нижня Н. у лаві). Проходження Н. здійснюється, в основному, буропідривним способом, нішонарізними машинами, відбійними молотками. На кар'єрах Н. служать для розміщення напівстаціонарних дробарок і як укриття для людей.

## Переносне значення
Місце того чи іншого політичного, соціально-економічного, культурного явища, течії, факту, які відповідають ролі та функції в громадському житті. Це так званий молодіжний рух, який знайшов свою «нішу» в сучасному суспільному житті.

## Інше
- Пічурка — ніша на зовнішній поверхні руської печі.